# Доллар Сакагавеи
Доллар Сакага́веи (англ. Sacagawea dollar) или Коренные американцы (англ. Native American Dollar Coins) — один из двух типов находящихся в обращении монет достоинством в 1 доллар США (второй — Президентский доллар), которые относятся к так называемым золотистым долларам (англ. golden dollars), поскольку они не являются золотыми, но имитируют цвет золота.

## Описание

Доллар 2000 года

Монета впервые отчеканена в 2000 году. На аверсе изображена держащая ребёнка Сакагавея (Сакаджавея), женщина из племени шошонов, помогавшая экспедиции Льюиса и Кларка. Скульптор Гленна Гудейкер использовала в качестве модели 22-летнюю шошонскую девушку по имени Рэнди Тетон, студентку Института искусства американских индейцев. Реверс монеты имеет несколько основных типов оформления:

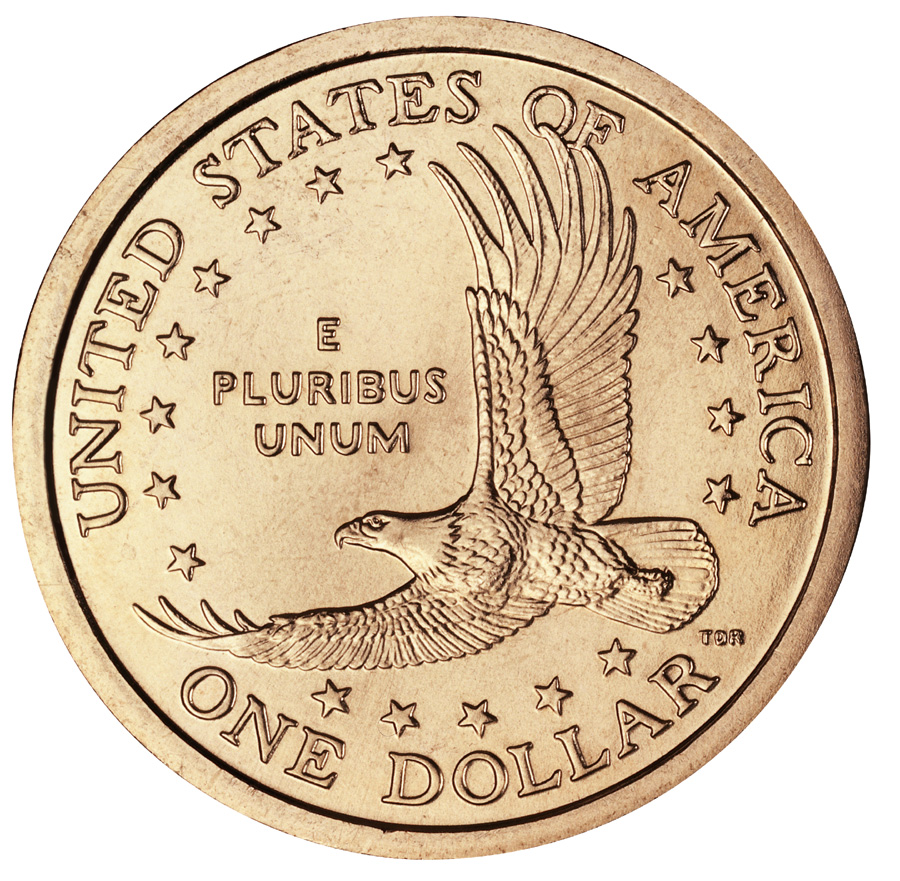
2000–2008 годы. Парящий орёл
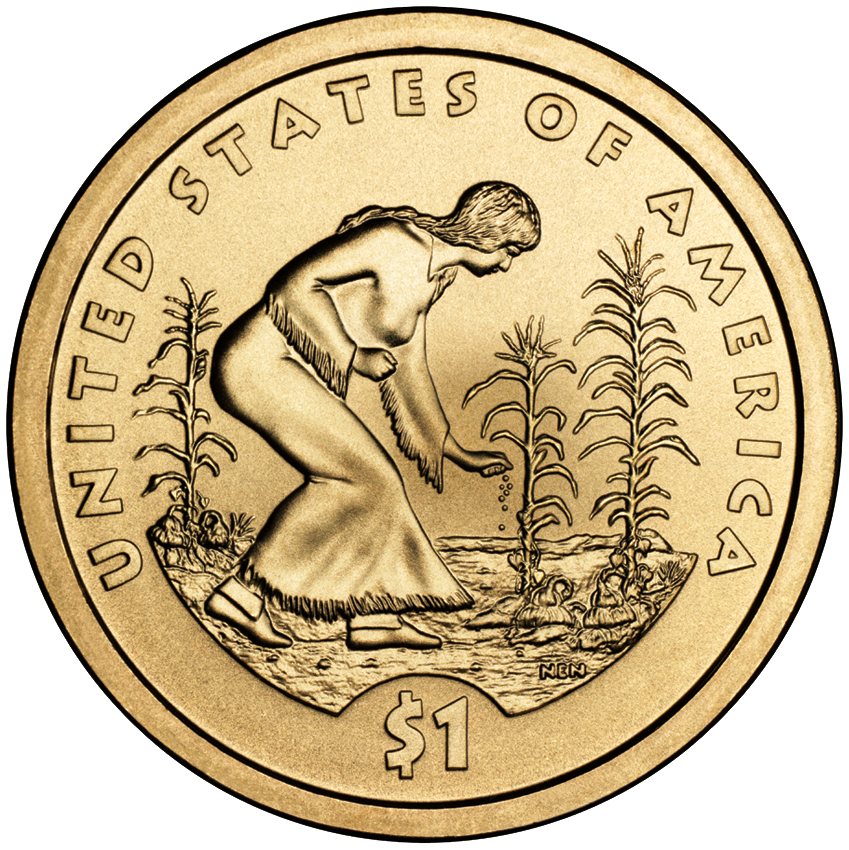
2009 год. Индианка, выращивающая «трёх сестёр» (тыкву, кукурузу, фасоль)
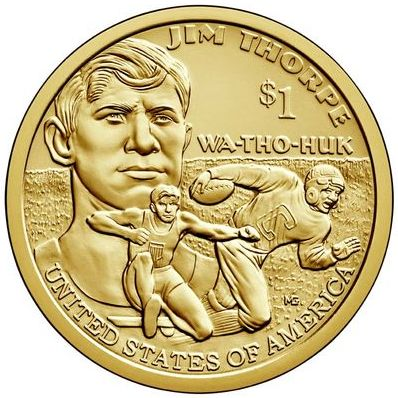
2018 год. Джим Торп
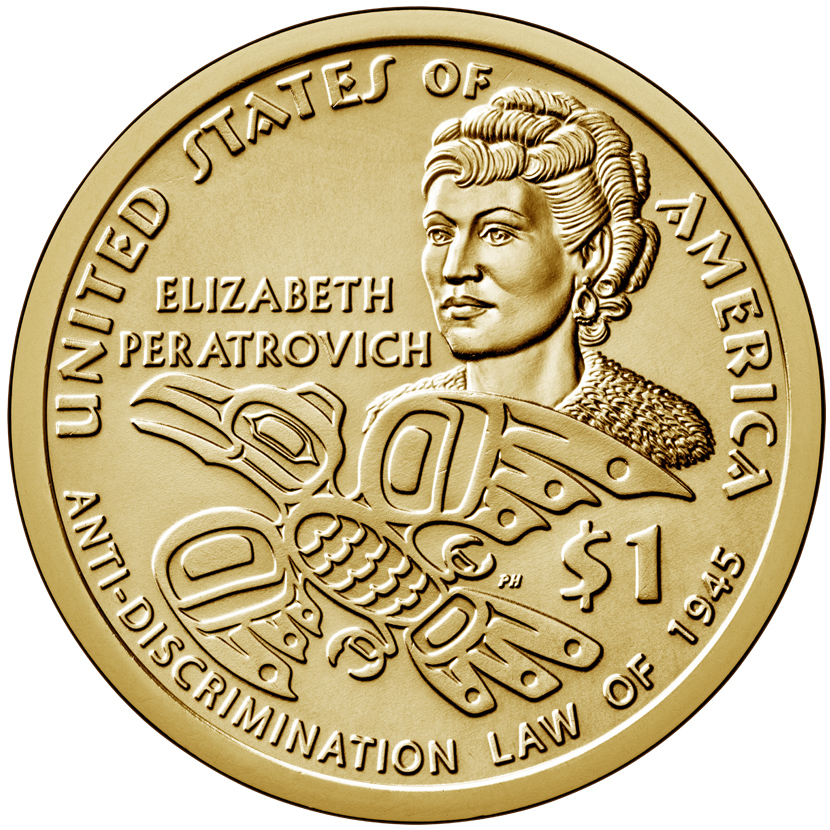
2020 год. Правозащитница Элизабет Ператрович

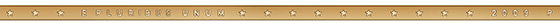
Надпись на гурте с 2009 года:
✭ ✭ ✭ E PLURIBUS UNUM ✭ ✭ ✭ ✭ ✭ ✭ ✭ ✭ ✭ ✭ (год) (буква монетного двора)

Монеты изготовлены из меди и покрыты марганцевой латунью, что придаёт ей золотистый оттенок. В отличие от большинства находящихся в обращении монет США, такое покрытие довольно сильно подвергается патинации и в результате может полностью утратить золотистый цвет. В то же время именно эта особенность монет придаёт им «античный оттенок», а изображениям Сакагавеи с ребёнком — объём и выразительность.

## Золотые доллары Сакагавеи
В 2001 году журнал Coin World сообщил о том, что в июне 1999 года Монетный двор Уэст-Пойнта отчеканил для коллекционеров 39 экземпляров доллара Сакагавеи из чистого золота. 27 монет были вскоре переплавлены, а оставшиеся 12 попали на борт космического шаттла «Колумбия», а затем переданы на хранение в Форт-Нокс, поскольку, согласно действующему законодательству США, этот выпуск считается незаконным.